# Проназа
Проназа — торговое название биохимического препарата, представляющего собой смесь протеиназ, выделяемых из внеклеточной жидкости стрептомицета Streptomyces griseus. В основном состоит из сериновых протеаз. Проназа позволяет разорвать почти все связи между аминокислотами в любом белке и благодаря этому используется в молекулярной биологии для выделения нуклеиновых кислот и в биохимии для исследования состава белков.